# Лосевское сельское поселение (Краснодарский край)
Лосевское сельское поселение — муниципальное образование в составе Кавказского района Краснодарского края России. 
В рамках административно-территориального устройства Краснодарского края ему соответствует Лосевский сельский округ.
Административный центр — хутор Лосево.

## География
Площадь территории составляет 189,17 км².

## Население
| 2010  | 2012  | 2013  | 2014  | 2015  | 2016  | 2017  |
| ----- | ----- | ----- | ----- | ----- | ----- | ----- |
| 3625  | ↘3610 | ↗3621 | ↘3584 | ↘3580 | ↘3573 | ↗3591 |
| 2018  | 2019  | 2020  | 2021  | 2023  |       |       |
| ↘3527 | ↘3485 | ↘3461 | ↗3631 | ↘3598 |       |       |

## Населённые пункты
В состав сельского поселения (сельского округа) входят 5 населённых пунктов:
| № | Населённый пункт | Тип населённого пункта | Население (чел.) |
| - | ---------------- | ---------------------- | ---------------- |
| 1 | Десятихатка      | посёлок                | ↘215             |
| 2 | Казачий          | хутор                  | ↘230             |
| 3 | Лосево           | хутор                  | ↘1908            |
| 4 | Рогачев          | хутор                  | ↗263             |
| 5 | Степной          | посёлок                | ↘1009            |

## Экономика
На территории поселения 125 крестьянских (фермерских) хозяйств, сельхозкооперативов, ОАО и ООО.

## Социальная сфера
На территории поселения также расположена одна средняя общеобразовательная школа им. Костыриной Т.И., два детских дошкольных учреждения, амбулатории, фельдшерско-акушерский пункт, три Дома культуры и иные мелкие организации, составляющие инфраструктуру поселения.